# Reino de la Alta Borgoña
El reino de la Alta Borgoña (888-933), también conocido como Transjurania o Borgoña Transjurana, fue un reino medieval centroeuropeo creado en el solar de los antiguos reinos de los burgundios, a ambas vertientes de las montañas del Jura (entre la Suiza occidental de habla francesa, el valle de Aosta italiano y el valle del alto río Saona), a resultas de la descomposición de la Francia Media tras la muerte del emperador carolingio Lotario I. Fue el núcleo del reino de Arlés, o reino de las Dos Borgoñas, en el que se integró y desapareció como unidad orgánica.

## Orígenes del reino

### En el Imperio carolingio después del Tratado de Verdún
El Tratado de Verdún de 843 fue un acuerdo entre los hijos de Ludovico Pío, que repartió el gran Imperio carolingio en tres, dos grandes entidades políticas bastante homogéneas y un conglomerado de territorios situados entre las dos primeras:
- Francia Occidentalis para el hijo más joven, Carlos el Calvo, en lo que será el germen de la actual Francia
- Francia Orientalis para Luis el Germánico, el germen de las actuales Suiza, Alemania y Austria
- Francia Media para el hijo mayor y heredero del título imperial, Lotario I, el territorio que en teoría, al contener la capital original del imperio carolingio (Aquisgrán), el cementerio imperial (Metz acogió los restos de Ludovico Pío), el norte de Italia y el protectorado sobre el Papa de Roma, parecía destinada a la primacía imperial. No ocurrió así y Francia Media acabó repartida entre los herederos de Carlos y Luis.

En este primer reparto, el antiguo reino merovingio de Burgundia fue dividido entre Francia Occidentalis y Francia Media. Carlos el Calvo se quedó con lo que en la Edad Media se convertiría en el ducado de Borgoña dentro del reino de Francia, mientras que el resto de Burgundia, incluyendo Provenza, cayó en poder de Lotario I dentro de la Francia Media. 
Uno de los principales magnates feudatarios de Lotario I fue Hucberto, marqués de Transjurania y señor laico de la Abadía de San Mauricio de Agaunum (en el Valais suizo actual), perteneciente a una de las principales casas nobiliarias francas de su imperio, los Bosónidas, con los que Lotario I reforzó su alianza casando a su hijo Lotario II con Teutberga, hermana de Hucberto, hijos ambos de Bosón el Viejo, conde de Arlés.

### Después del Tratado de Prüm
Lotario I dejó en Italia a su hijo mayor, Luis II el Joven (que ya estaba asociado al trono como coemperador desde el año 850) y pasó al norte atravesando los Alpes, tratando de salvaguardar su reino de los ataques vikingos en Frisia y de los sarracenos en la Provenza. 
En 855 en las proximidades de la abadía de Prüm (probablemente en el cercano castillo de Schüller), Lotario I, sintiéndose enfermo, dividió su imperio entre sus hijos en lo que se conoce como Tratado de Prüm:
- Luis II el Joven hereda la corona imperial y la parte sur del imperio allende los Alpes, el reino de Italia (constituido por el norte de la península).
- Lotario II recibe la parte norte del imperio, situada entre Frisia, los Vosgos (entre la Holanda y la Lorena actual en lo que se llamó desde entonces la Lotaringia) y los territorios que serán proclamados 33 años después como el reino de la Alta Borgoña (el espacio comprendido entre el valle del Saona, las montañas del Jura, la Suiza occidental de habla francesa y el valle de Aosta italiano).
- El menor, Carlos, recibe con unos 10 años de edad Provenza y la Borgoña Cisjurana (territorios situados entre el Valle del Ródano y los Alpes hasta el Lago Lemán), siendo su tutor y regente Gerardo de Vienne. Este regente fue capaz de derrotar a Carlos el Calvo cuando en 860 trató de conquistar el reino de su sobrino Carlos de Provenza.

Lotario II trasladó la capital de su reino de Lotaringia a Metz, guerreando contra las apetencias de sus tíos Carlos el Calvo y Luis el Germánico, fundamentalmente con el primero de ellos, que consideró como casus belli el deseo de Lotario II de divorciarse de Teutberga, con la que no conseguía tener hijos y a la que acusaba de incesto con su hermano Hugberto, para casarse con su amante y concubina Waldrada. En esta empresa, Lotario II encontró la natural oposición del hermano de Teutberga, Hugberto de Transjurania, que se alzó en armas contra él, y después de que Teutberga se sometiera con éxito al juicio de Dios en la ordalía del agua, Lotario II se vio obligado a acogerla como esposa legítima en 858. En 859 Lotario II cedió los territorios de Hugberto, el país de Gex, Ginebra, Valais y Vaud, a su hermano, el emperador Luis II, por la ayuda prestada ante la Santa Sede para favorecer el divorcio con su esposa. Cuando  murió Carlos de Provenza en 863, el reino de la Baja Borgoña se repartió entre sus hermanos Lotario (que se quedó con el país de Lyon y de Vienne y con Gerardo de Vienne como consejero principal) y Luis (que recibió el resto y el título de rey de Provenza).

## La dinastía gobernante

### Origen
Conrado el Joven, perteneciente a la Antigua Casa de Welf suaba, era sobrino de las esposas de Ludovico Pío (Carlos el Calvo era hijo de Judith de Baviera) y de Luis el Germánico (que se casó con la hermana de Judith, Emma de Altdorf), y hermano de Hugo el Abad, como él, conde de Auxerre (en la Borgoña ducal de Francia Occidentalis) y un importante apoyo del rey Carlos el Calvo cuando el hermano de éste, Luis el Germánico, invadió Francia (858–860) y otro hombre fuerte del reino de Carlos el Calvo, Roberto el Fuerte, margrave en la Marca Bretona, se levantó contra su rey.
En 861 los hermanos Hugo y Conrado cayeron en desgracia y huyeron de Francia Occidentalis, pasando al servicio de los hijos de Lotario I, Lotario II y Luis II el Joven. Por ello, cuando en diciembre de 864 Conrado mató al rebelde Hugberto de Transjurania en batalla cerca de Orbe (Vaud, Suiza), el emperador Luis II le dio los antiguos territorios de Hugberto (Gex, Ginebra, Lausana y Sion), con el título de margrave (marquis) de Transjurania y el señorío laico de la Abadía de San Mauricio de Agaunum.
En 865, Lotario II hizo las paces con su tío Carlos, reuniéndose con él en Attigny. Intentó hacer las paces también con el Papado y viajó a Roma en 869. A la vuelta de este viaje, Lotario II enfermó y murió en Milán. Fue llevado a Metz, donde fue enterrado, y su reino de Lotaringia fue dividido entre sus tíos, Carlos el Calvo y Luis el Germánico, tal como lo acordaron en el Tratado de Mersen (870).
La Marca de Transjurania quedó en el reino de Francia Oriental, en poder de Luis el Germánico, mientras que Carlos el Calvo solo pudo arrancar de la Alta Borgoña el condado de Portois y una parte del condado de Varais, incluyendo la ciudad episcopal de Besanzón. Conrado el Joven mantuvo sus posesiones pero no el abadiado laico de San Mauricio, que pasó al nuevo hombre fuerte del rey Carlos el Calvo, Bosón de Provenza, hermano de su última esposa Riquilda.
A la muerte de su sobrino Luis II el Joven, Carlos el Calvo viajó a Italia y consiguió ser coronado emperador de Occidente, contraviniendo las disposiciones testamentarias de Luis II, que había nombrado heredero a Carlomán de Baviera, hijo de Luis el Germánico y Emma de Altdorf. Carlos II dejó en Italia como regente a Bosón de Provenza, y Conrado recuperó el abadiado laico de la Abadía de San Mauricio a tiempo para cederlo a su muerte en 876 a su hijo y sucesor en Transjurania y Alta Borgoña con el título de conde, Rodolfo I de Borgoña.

### El fundador del reino

Borgoña hacia el año 1000:
Alta Borgoña
Ducado de Suabia (Alemannia)

En ese mismo año 876, Rodolfo recibió en San Mauricio a la emperatriz viuda Engelberga, después de que Bosón de Provenza la secuestrara junto con Ermengarda de Italia, su única hija sobreviviente habida con el emperador Luis II el Joven. Boso forzó a Ermengarda a casarse con él en junio de 876, al mismo tiempo que era hecho gobernador en Italia del nuevo emperador, Carlos el Calvo, con el título de dux. En el 877, cuando muere su cuñado Carlos el Calvo y tiene que dejar Italia en manos del nuevo emperador (Carlos III el Gordo, hijo de Luis el Germánico y último emperador carolingio), era dux de los territorios del río Saona al Mediterráneo: el Lyonés, el Vienés y la Provenza (es decir, la Baja Borgoña y Provenza). Dos años después, a la muerte del sucesor de Carlos el Calvo en Francia Occidentalis, su hijo Luis II el Tartamudo, Bosón de Provenza se proclamó el 15 de octubre de 879 en Mantaille, con la presencia del arzobispo de Besanzón, rey de Borgoña, con capital en Vienne, y donde se incluía, además de sus feudos de la Baja Borgoña y Provenza, la Borgoña Transjurana. Fue la primera señal de la descomposición del legado carolingio: el primer rey de un feudo del Imperio carolingio que no era descendiente por vía masculina o femenina de Carlomagno.
- Datos: Q33235